# Macaranga spinosa
Macaranga spinosa är en törelväxtart som beskrevs av Johannes Müller Argoviensis. Macaranga spinosa ingår i släktet Macaranga och familjen törelväxter. Inga underarter finns listade i Catalogue of Life.